# Красная свадьба
Красная свадьба — свадьба Эдмура Талли и Рослин Фрей, изображённая в романе Джорджа Мартина «Буря мечей» и в телесериале «Игра престолов». Во время пира Фреи и Болтоны, тайно перешедшие на сторону Ланнистеров, устроили резню и убили множество Старков, включая короля Севера Робба и его мать Кейтилин, что стало поворотным моментом в Войне Пяти Королей. Мартин считает сцену «Красной свадьбы» лучшей во всей «Песни льда и пламени». Для зрителей сериала резня стала шоковой. Её исторический прообраз — «Чёрный обед» из истории Шотландии.

## В книге
Свадьба состоялась в конце 299 года после З.Э. в замке Близнецы в Речных землях, резиденции лорда Уолдера Фрея. В самом начале Войны Пяти Королей, направляясь на юг, чтобы спасти отца, Робб Старк заключил с Фреем союз и обязался жениться на одной из его дочерей, но позже нарушил данное слово и вступил в брак с Жиенной Вестерлинг. Уолдер воспринял это как оскорбление; к тому же враги Старков Ланнистеры одержали большую победу при Черноводной над Станнисом, а Грейджои завладели Винтерфеллом. В этой ситуации породнившиеся между собой Уолдей Фрей и видный вассал Робба Русе Болтон заключили тайный союз с Ланнистерами. Робб готовился к походу на Винтерфелл, и ему нужно было, чтобы Фрей пропустил его и присоединился к его армии. Тот притворно согласился, но потребовал, чтобы сначала дядя короля Севера Эдмар Талли женился на его дочери Рослин. На этой свадьбе Фреи и Болтоны и решили перебить Старков.
План резни был тщательно продуман. Когда молодых увели в спальню, музыканты заиграли песню «Рейны из Кастамере». Дочь вассала Старков Мейдж Дейси Мормонт пригласила на танец Эдвина Фрея, но тот грубо оттолкнул её; Кейтилин Старк остановила Фрея, чтобы призвать его к ответу, и увидела, что под одеждой на нём кольчуга. Тогда она поняла, что Фреи совершили предательство, и ударила Эдвина по лицу. В этот момент музыканты схватили арбалеты и начали расстреливать Старков. Находившиеся в пиршественном зале Фреи выхватили кинжалы, ворвались люди Болтонов, и началась резня. Кейтилин приставила нож к горлу шута Динь-Дона (безумного внука Уолдера Фрея), чтобы договориться с убийцами и спасти жизнь раненного сына, но к ней не прислушались: Русе Болтон убил Робба ударом меча, передав ему при этом поздравления от Джейме. Тогда Кейтилин зарезала Динь-Дона и тут же сама была убита.
В это же время шла устроенная Уолдером Риверсом резня во втором замке, на «бастардовом пиру» (в нём участвовали незнатные рыцари и бастарды), и в лагере Робба Старка. Трупы бросали в реку. Роббу отрубили голову и на её место пришили голову его лютоволка Серого Ветра, на которую надели корону. Кроме короля и его матери, на «Красной свадьбе» погибли Вендел Мандерли, Маленький Джон Амбер, Дейси Мормонт, Робин Флинт, Доннел Локк, Оуэн Норри, Лукас Блэквуд, Рейнальд Вестерлинг. Эдмуру Талли сохранили жизнь, но он стал заложником, как и Большой Джон Амбер, Патрек Маллистер, Марк Пайпер.
Поскольку братья Робба Бран и Рикон считались погибшими от рук Грейджоев, а сёстры Санса и Арья пропали без вести, гибель короля Севера означала конец дома Старков. Русе Болтон получил от короля Джоффри титул верховного лорда Севера, Фреи получили Риверран (который, правда, ещё нужно было взять). Талли, таким образом, потеряли свой высокий статус. Однако дядя Эдмура Бринден Чёрная Рыба продолжил сопротивление, многие лорды Севера отказались признавать власть Болтонов. Вероломство, с которым Фреи нарушили священный закон гостеприимства, подверглось всеобщему осуждению.

## В сериале
В сериале «Игра престолов» «Красная свадьба» стала центральной темой девятого эпизода третьего сезона, «Рейны из Кастамере». Это одна из самых жестоких сцен шоу. По сравнению с книгой здесь появился ряд новых деталей: например, на свадьбе присутствует беременная жена Робба, которую в сериале зовут Талиса.

## В изобразительном искусстве
Американский художник-иллюстратор Майкл Комарк изобразил встречу Старков и Фреев накануне «Красной свадьбы», у въезда в Близнецы. Сама резня изображена на рисунке Дидье Граффе.

## Оценки и мнения
Джордж Мартин в интервью назвал «Красную свадьбу» «одной из самых сложных сцен» за всю его писательскую карьеру, «но и одной из самых мощных тоже». Он уверен, что это лучшая сцена во всей «Песни льда и огня». Писатель рассказал, что на описание резни его вдохновили два реальных события из истории Шотландии — «Чёрный обед» 1440 года (когда были казнены двое Дугласов, приглашённые на пир королём Яковом II) и «резня в Гленко» 1692 года, когда солдаты капитана Роберта Кэмпбелла убили больше сотни представителей клана Макдональдов. Ещё один гипотетический прообраз — Варфоломеевская ночь.